# Nyerő Páros (televíziós műsor)
A Nyerő Páros az RTL valóságshow műsora, melyben hazai hírességek versenyeznek. A verseny idejére nyolc vagy kilenc pár költözik be Villa Malom Luxury Resort Pusztazámor villájába, hogy különböző ügyességi és elméleti vetélkedőkön vegyenek részt és megküzdjenek a Nyerő Páros címért.
A műsor az izraeli Power Couples hazai adaptációja.
A harmadik évad óta Kabát Péter játékmesterként vesz részt a műsorban.

## A játék menete
A játék három versenynapos körökből áll. Az egyes körök első két napján a párok női, illetve férfi tagjai versenyeznek, a harmadik versenynapon pedig egy közös játékra kerül sor. Az egyéni játékok előtt a párok nem versenyző tagjai tétet tesznek partnereikre. Sikeres teljesítés esetén a tétek jóváírásra kerülnek, ellenkező esetben pedig levonásra kerülnek a nyereményalapból. A nyereményalap a körök első versenynapján 400 000 forint, az összeg a tétektől és a teljesítéstől függően növekszik, vagy csökken. A közös játék sikeres teljesítése után egy tétrakás nélkül meghatározott összeg adódik hozzá az adott párok nyereményalapjához. Az egyes körök végén az egyéni játékok során legkevesebb összeget gyűjtő, valamint a közös játékban legrosszabbul teljesítő pár a veszélyzónába kerül. Amennyiben ez a két feltétel ugyanarra a párra teljesül, a közös játék során második legrosszabb helyen végzett pár kerül a veszélyzónába. A körök végén a többi pár szavazatai alapján egyikük továbbjut, másikuk pedig távozik a versenyből. Szavazategyenlőség esetén az adott körben kevesebb pénzt gyűjtő pár esik ki a játékból.
A fináléban két pár versenyez, majd a korábban kiesett párok – az első évadban a nézők – szavazatai alapján dől el, melyik páros kapja meg az adott év nyerő párosa címet, valamint a teljes játék során összegyűjtött pénzösszeget. Szavazategyenlőség esetén az a pár nyeri a versenyt, mely a teljes verseny során több pénzt gyűjtött.

## Évadok
| Évad | Évad | Részek száma | Párosok | Sugárzás             | Sugárzás             | Győztesek                               | Második helyezettek            | Harmadik helyezettek                      | Eredeti adó |
| Évad | Évad | Részek száma | Párosok | Évadbemutató         | Évadzáró             | Győztesek                               | Második helyezettek            | Harmadik helyezettek                      | Eredeti adó |
| ---- | ---- | ------------ | ------- | -------------------- | -------------------- | --------------------------------------- | ------------------------------ | ----------------------------------------- | ----------- |
|      | 1.   | 20           | 8       | 2016. augusztus 29.  | 2016. szeptember 23. | Peller Anna és Lukács Miklós            | Valkó Eszter és Radócz Péter   | Szabó Zsófia és Kiss Zsolt                | RTL Klub    |
|      | 2.   | 20           | 9       | 2018. augusztus 27.  | 2018. szeptember 21. | Vasvári Vivien és Szegedi Ferenc        | Gáspár Laci és Gáspár Niki     | Tokár Tamás és Kovács Dorottya            | RTL Klub    |
|      | 3.   | 18           | 8       | 2019. október 14.    | 2019. november 8.    | Istenes Bence és Csobot Adél            | Fésűs Nelly és Vajtó Lajos     | Fluor Tomi és Szabó-Sarkadi Emese         | RTL Klub    |
|      | 4.   | 20           | 8       | 2020. szeptember 21. | 2020. október 16.    | Rácz Jenő és Gyuricza Dóra              | Dér Heni és Bakos Gergő        | Járai Máté és Járai Kíra                  | RTL Klub    |
|      | 5.   | 19           | 8       | 2021. október 18.    | 2021. november 12.   | Kamarás Norbert és Kármán Odett         | Pataki Zita és Szárnyas Attila | Molnár Gusztáv és Fazekas Vivien          | RTL Klub    |
|      | 6.   | 20           | 9       | 2022. szeptember 19. | 2022. október 14.    | Megyeri Csilla és Molnár Zsolt          | Törőcsik Dániel és Bíró Bea    | Muri Enikő és Tóth Szabi                  | RTL Klub    |
|      | 7.   | 20           | 8       | 2023. október 2.     | 2023. október 27.    | Curtis és Barnai Judit                  | Vastag Csaba és Domján Evelin  | Boráros Gábor és Jákli Mónika             |             |
|      | 8.   | 20           | 8       | 2024. október 14.    | 2024. november 14.   | DJ Jauri és Berényi Dorina              | Simon Attila és Simon Erika    | Visváder-Palácsik Lilla és Visváder Tamás |             |
|      | K    | 5            | 6       | 2024. december 6.    | 2024. december 6.    | Németh Kristóf és Németh-Szikriszt Zita | Szabó Kitti és Oláh Martin     | Solti Ádám és Solti Berni                 |             |
|      | 9.   | N/A          | 8       | 2025. szeptember 1.  | N/A                  |                                         |                                |                                           |             |

2016 augusztusában az RTL Magyarország bejelentette, hogy egy újabb sztárpárshow-t indít, amelyet külföldön a Power Couples című műsoron alapszik. 2016 augusztus 10-én bejelentették a műsor kezdési időpontját. A műsor első évada 2016. augusztus 29-én indult, és szeptember 23-án ért véget. A második évad egy év kihagyással, 2018. augusztus 27-én indult, és szeptember 21-én ért véget. A harmadik évad 2019. október 14-én indult, és november 8-án ért véget. A negyedik évad 2020. szeptember 21-én indult, és október 16-án ért véget. Az ötödik évad 2021. október 18-án indult, és november 12-én ért véget. A hatodik évad 2022. szeptember 19-én indult, és október 14-én ért véget. A hetedik évad 2023. október 2-án indult, és október 27-én ért véget. A nyolcadik évad 2024. október 14-én indult, és 2024. november 14-én ért véget. A Barátok közt különkiadás 2024. december 6-án érkezett az RTL+-ra, december 9-től az RTL is leadta.

## Szereplők
| #       | 1. évad (2016)                          | 2. évad (2018) | 3. évad (2019)                      | 4. évad (2020)                             |
| ------- | --------------------------------------- | --- | ----------------------------------- | ------------------------------------------ |
| 1.      | Peller Anna és Lukács Miklós            | Vasvári Vivien és Szegedi Ferenc | Istenes Bence és Csobot Adél        | Rácz Jenő és Gyuricza Dóra                 |
| 2.      | Valkó Eszter és Radócz Péter            | Gáspár Laci és Gáspár Niki | Fésűs Nelly és Vajtó Lajos          | Dér Heni és Bakos Gergő                    |
| 3.      | Szabó Zsófi és Kiss Zsolt               | Tokár Tamás és Kovács Dorottya | Fluor Tomi és Szabó-Sarkadi Emese   | Járai Máté és Járai Kíra                   |
| 4.      | Kabát Péter és Róka Adrienne            | Solti Ádám és Kis Bernadett | Sárközi Ákos és Szegedi Éva         | Czutor Zoltán és Czutor-Kilián Zsanett     |
| 5.      | Király Péter és Kovács Dóra             | Sánta László és Széphalmi Juliska | Sáfrány Emese és Hornyák Ádám       | Dallos Bogi és Puskás Péter                |
| 6.      | Pumped Gabo és Sebestyén Ágnes          | Veiszer Alinda és László Pál | Fehér Balázs és Monda Eszter        | Dudás Miklós és Szigligeti Ivett           |
| 7.      | Papp Gergely és Juhász Judit (feladták) | Kecskés Tibor és Mihályi Mariann | Kocsis Dénes és Mészáros Petra      | Zámbó Krisztián és Takács Zsuzsa           |
| 8.      | Gergely Róbert és Némedi-Varga Tímea    | Dobó Ágnes és Kis Csaba | Kéri Krisztián és Lóránth Eni       | Szalay Bence és Czanka Mercédesz           |
| 9.      |                                         | Delhusa Gjon és Molnár Fanni |                                     |                                            |
| #       | 5. évad (2021)                          | 6. évad (2022) | 7. évad (2023)                      | 8. évad (2024)                             |
| 1.      | Kamarás Norbert és Kármán Odett         | Megyeri Csilla és Molnár Zsolt | Curtis és Barnai Judit              | Győrfi Márton "DJ Jauri" és Berényi Dorina |
| 2.      | Pataki Zita és Szárnyas Attila          | Törőcsik Dániel és Bíró Bea | Vastag Csaba és Domján Evelin       | Simon Attila és Simon Erika                |
| 3.      | Molnár Gusztáv és Fazekas Vivien        | Muri Enikő és Tóth Szabi | Boráros Gábor és Jákli Mónika       | Visváder-Palácsik Lilla és Visváder Tamás  |
| 4.      | L.L. Junior és Körtvélyessy Kinga       | Rácz Béci és Mészáros Norina | Voksán Virág és Valentényi László   | Berki Mazsi és Kajári Zoltán               |
| 5.      | Kulcsár Edina és Szabó András Csuti     | Tóth-Hódi Pamela és Tóth Bence | Henry Kettner és Kiss Rebeka        | Hujber Ferenc és Szőke Krisztina           |
| 6.      | Kárpáti Rebeka és Frohner Ferenc        | Zdroba Patrik és Bádoki Bettina | Varga Miklós Joe és Hrovatin Csenge | Balogh Edina és Szabó Simon                |
| 7.      | Somfai Péter és Somfai Krisztina        | Lotfi Begi és Lotfi-Schadi Réka | Balogh Eleni és Soós Dávid          | Miskovits Marci és Nicuță Andreea-Nicoleta |
| 8.      | Nádai Anikó és Hajmásy Péter            | Madár Veronika és Landor Richárd | Bálint Antónia és Bársony Farkas    | Herceg Dávid és Herceg-Pál Bianka          |
| 9.      |                                         | Détár Enikő és Kiss Péter (feladták) |                                     |                                            |
| #       | Barátok közt különkiadás (2024)         | 9. évad (2025) |                                     |                                            |
| 1.      | Németh Kristóf és Németh-Szikriszt Zita | - Árpa Attila és Czakó Alexandra - Bárdosi Sándor és Bárdosi Ildikó - Bódi Bence és Varga Rebeka - Csocsesz és Angéla - Kulcsár Edina és G.w.M - Laky Zsuzsi és Dietz Gusztáv - Mészáros Bende és Zsigmond Angi - Cooky és Szécsi Debóra |                                     |                                            |
| 2.      | Szabó Kitti és Oláh Martin              | - Árpa Attila és Czakó Alexandra - Bárdosi Sándor és Bárdosi Ildikó - Bódi Bence és Varga Rebeka - Csocsesz és Angéla - Kulcsár Edina és G.w.M - Laky Zsuzsi és Dietz Gusztáv - Mészáros Bende és Zsigmond Angi - Cooky és Szécsi Debóra |                                     |                                            |
| 3.      | Solti Ádám és Solti Berni               | - Árpa Attila és Czakó Alexandra - Bárdosi Sándor és Bárdosi Ildikó - Bódi Bence és Varga Rebeka - Csocsesz és Angéla - Kulcsár Edina és G.w.M - Laky Zsuzsi és Dietz Gusztáv - Mészáros Bende és Zsigmond Angi - Cooky és Szécsi Debóra |                                     |                                            |
| 4.      | Kiss Péter Balázs és Kulcsár Viktória   | - Árpa Attila és Czakó Alexandra - Bárdosi Sándor és Bárdosi Ildikó - Bódi Bence és Varga Rebeka - Csocsesz és Angéla - Kulcsár Edina és G.w.M - Laky Zsuzsi és Dietz Gusztáv - Mészáros Bende és Zsigmond Angi - Cooky és Szécsi Debóra |                                     |                                            |
| 5.      | Kardos Eszter és Györfy Rúben           | - Árpa Attila és Czakó Alexandra - Bárdosi Sándor és Bárdosi Ildikó - Bódi Bence és Varga Rebeka - Csocsesz és Angéla - Kulcsár Edina és G.w.M - Laky Zsuzsi és Dietz Gusztáv - Mészáros Bende és Zsigmond Angi - Cooky és Szécsi Debóra |                                     |                                            |
| 6.      | Gombos Krisztián és Truckenbord Fanni   | - Árpa Attila és Czakó Alexandra - Bárdosi Sándor és Bárdosi Ildikó - Bódi Bence és Varga Rebeka - Csocsesz és Angéla - Kulcsár Edina és G.w.M - Laky Zsuzsi és Dietz Gusztáv - Mészáros Bende és Zsigmond Angi - Cooky és Szécsi Debóra |                                     |                                            |
| 7.      |                                         | - Árpa Attila és Czakó Alexandra - Bárdosi Sándor és Bárdosi Ildikó - Bódi Bence és Varga Rebeka - Csocsesz és Angéla - Kulcsár Edina és G.w.M - Laky Zsuzsi és Dietz Gusztáv - Mészáros Bende és Zsigmond Angi - Cooky és Szécsi Debóra |                                     |                                            |
| 8.      |                                         | - Árpa Attila és Czakó Alexandra - Bárdosi Sándor és Bárdosi Ildikó - Bódi Bence és Varga Rebeka - Csocsesz és Angéla - Kulcsár Edina és G.w.M - Laky Zsuzsi és Dietz Gusztáv - Mészáros Bende és Zsigmond Angi - Cooky és Szécsi Debóra |                                     |                                            |
| Forrás: |                                         | |                                     |                                            |

A 4. évadban a Czutor Zoltán és Czutor-Kilián Zsanett páros a 6. epizódban kiestek, majd a 13. epizódban a már kiesett négy páros közül egy szerelési játék nyerteseként ismét visszakerültek a játékba.
Az 5. évadban szintén a 13. részben a már kiesett versenyzők ismét játékba kerültek és két napon át gyűjtötték a pénzt, végül a 9. epizódban kiesett Pataki Zita és Szárnyas Attila tértek vissza a villába teljes jogú játékosként.